# امبیلو
امبیلو (به فرانسوی: Ambillou) یک کمون در فرانسه است که در Canton of Château-la-Vallière واقع شده‌است.

## خصوصیات
امبیلو ۴۸٫۸۵ کیلومترمربع مساحت و ۱٬۷۵۱ نفر جمعیت دارد.